# Akrobatické lyžování na Zimních olympijských hrách 1988
Akrobatické lyžování na olympiádě v Calgary proběhlo jako ukázkový sport, na dalších hrách již pravidelně jako olympijský sport od roku 1992.

## Program
Finále soutěží jsou vyznačeny tučně.
| Den    | Datum          | Závod                  |
| ------ | -------------- | ---------------------- |
| den 9  | 21. února 1988 | akrobatické skoky ženy |
| den 10 | 22. února 1988 | jízda v boulích muži   |
| den 10 | 22. února 1988 | jízda v boulích ženy   |
| den 11 | 23. února 1988 | akrobatické skoky muži |
| den 13 | 25. února 1988 | balet muži             |
| den 13 | 25. února 1988 | balet ženy             |

## Pořadí zemí
| Pořadí | Země                         | 1. místo | 2. místo | 3. místo | Celkově |
| ------ | ---------------------------- | -------- | -------- | -------- | ------- |
| 1.     | Západní Německo (FRG)        | 2        | 1        | 0        | 3       |
| 2.     | Francie (FRA)                | 1        | 2        | 1        | 4       |
| 3.     | Spojené státy americké (USA) | 1        | 2        | 0        | 3       |
| 4.     | Kanada (CAN)                 | 1        | 0        | 1        | 2       |
| 4.     | Švédsko (SWE)                | 1        | 0        | 1        | 2       |
| 6.     | Norsko (NOR)                 | 0        | 1        | 1        | 2       |
| 7.     | Švýcarsko (SUI)              | 0        | 0        | 2        | 2       |
|        | Celkem                       | 6        | 6        | 6        | 18      |

## Ukázkové soutěže

### Muži
| Disciplína        | 1. místo                                   | Výkon  | 2. místo                                  | Výkon  | 3. místo                        | Výkon  |
| ----------------- | ------------------------------------------ | ------ | ----------------------------------------- | ------ | ------------------------------- | ------ |
| akrobatické skoky | Jean-Marc Rozon · Kanada (CAN)             | 410,93 | Didier Méda · Francie (FRA)               | 380,77 | Lloyd Langlois · Kanada (CAN)   | 377,97 |
| jízda v boulích   | Hakan Hansson · Švédsko (SWE)              | 39,56  | Hans Englesen Eide · Norsko (NOR)         | 39,37  | Edgar Grospiron · Francie (FRA) | 37,71  |
| balet             | Hermann Reitberger · Západní Německo (FRG) | 46,6   | Lane Spina · Spojené státy americké (USA) | 45,6   | Rune Kristiansen · Norsko (NOR) | 44,0   |

### Ženy
| Disciplína        | 1. místo                                          | Výkon  | 2. místo                                     | Výkon  | 3. místo                            | Výkon  |
| ----------------- | ------------------------------------------------- | ------ | -------------------------------------------- | ------ | ----------------------------------- | ------ |
| akrobatické skoky | Melanie Paleniková · Spojené státy americké (USA) | 268,83 | Sonja Reichartová · Západní Německo (FRG)    | 267,03 | Carin Hernskogová · Švédsko (SWE)   | 245,98 |
| jízda v boulích   | Tatjana Mittermayerová · Západní Německo (FRG)    | 36,16  | Raphaëlle Monodová · Francie (FRA)           | 34,91  | Conny Kisslingová · Švýcarsko (SUI) | 34,07  |
| balet             | Christine Rossiová · Francie (FRA)                | 45,8   | Jan Bucherová · Spojené státy americké (USA) | 44,0   | Conny Kisslingová · Švýcarsko (SUI) | 43,2   |